# Броневские
Броневские (пол. Kategoria:Broniowscy herbu Tarnawa‎) — древний дворянский род.
Род записан в VI часть родословных книг Смоленской и Тульской губерний.

## Происхождение и история рода
Польский шляхтич герба Тарнава Станислав Броневский, владел поместьем в Смоленской области и после покорения Смоленска поступил в подданство России, приняв православие с именем Савелия Степановича († 1669), жалован поместьем в Смоленской области (1665). 
Также фамилия Броневские существовала в Польше. Мартин Броневский, подчаший перемышльский и староста мелыцкий (1578), послан Стефаном Баторием, во время войны с Россией в качестве посланника к крымским татарам. Составленное им по этому случаю описание Татарии издано  в Кельне (1595).

## Известные представители
- Броневский Онуфрий Савельевич — сын родоначальника, жалован вотчиной (1690).
- Броневский Андрей Онуфриевич — бригадир (1734).
- Броневский Владимир Богданович (1784—1835) — генерал-майор, военный писатель;
- Броневский Дмитрий Богданович (1797—1867) — генерал-лейтенант, директор Александровского Лицея;
- Броневский Семён Богданович (1786—1858) — генерал-губернатор Восточной Сибири, сенатор и писатель;
- Броневский Николай Богданович — генерал-майор, дежурный генерал 9-го округа внутренней стражи.
- Броневский Семён Михайлович (1763—1830) — градоначальник Феодосии, писатель.
- Броневский Павел-Николаевич — генерал-майор.
- Броневская Дарья Игоревна (17.01.2001)
- Броневская Мария Владимировна (10.10.1997)